# Supertramp Forever Tour
Supertramp Forever Tour fue una gira musical del grupo británico Supertramp programada para realizarse por Europa a partir del 3 de noviembre de 2015 en Oporto, Portugal. Sería la primera gira del grupo en cuatro años, desde el fin del 70-10 Tour, y volverá a contar con la misma formación de la gira anterior, incluyendo también al guitarrista Mark Hart.

## Cancelación de la gira europea
El 5 de agosto de 2015 el grupo anunció la cancelación de todo el tour debido a los problemas de salud del fundador del grupo, Rick Davies.

## Conciertos
| Fecha                   | Ciudad     | País         | Estadio              |
| ----------------------- | ---------- | ------------ | -------------------- |
| Europa                  |            |              |                      |
| 3 de noviembre de 2015  | Oporto     | Portugal     | Gondomar Pavilion    |
| 4 de noviembre de 2015  | Lisboa     | Portugal     | Meo Arena            |
| 6 de noviembre de 2015  | Madrid     | España       | Barclaycard Center   |
| 7 de noviembre de 2015  | Barcelona  | España       | Palau Sant Jordi     |
| 9 de noviembre de 2015  | Milán      | Italia       | Mediolanum Forum     |
| 11 de noviembre de 2015 | Génova     | Italia       | Geneva Arena         |
| 24 de noviembre de 2015 | Oberhausen | Alemania     | Konig-Pilsener Arena |
| 25 de noviembre de 2015 | Zúrich     | Suiza        | Hallenstadion        |
| 26 de noviembre de 2015 | Frankfurt  | Alemania     | Festhalle            |
| 29 de noviembre de 2015 | Munich     | Alemania     | Olympiahalle         |
| 5 de diciembre de 2015  | Luxemburgo | Luxemburgo   | Rockhal              |
| 7 de diciembre de 2015  | Londres    | Reino Unido  | The O2 Arena         |
| 9 de diciembre de 2015  | Bruselas   | Bélgica      | Palais 12            |
| 10 de diciembre de 2015 | Hamburgo   | Alemania     | O2 World             |
| 11 de diciembre de 2015 | Ámsterdam  | Países Bajos | Ziggo                |